# Asteroide poseidosecante
Un asteroide poseidosecante è un asteroide del sistema solare la cui orbita interseca quella del pianeta Nettuno. Gli asteroidi poseidosecanti propriamente detti devono necessariamente presentare un perielio situato all'interno dell'orbita di Nettuno, e un afelio situato all'esterno; la lista che segue comprende anche quegli asteroidi che rasentano solamente l'orbita del pianeta, internamente o esternamente, pur non intersecandola mai.

## Prospetto

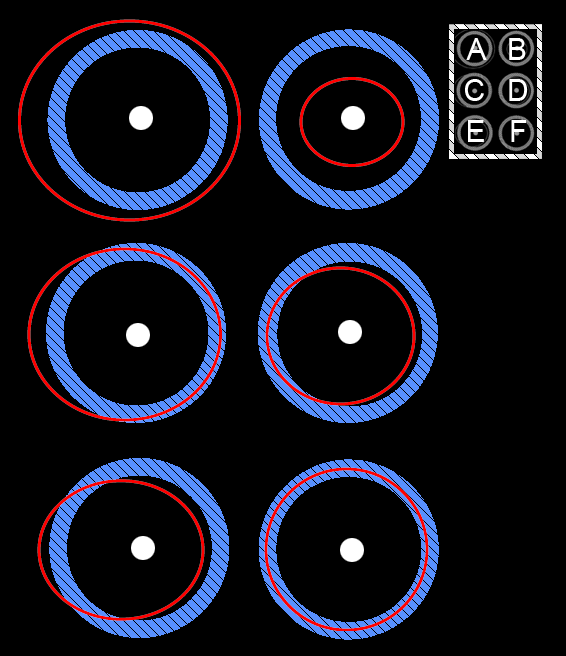
Il grafico mostra le diverse possibili configurazioni orbitali di un asteroide (orbita rossa) rispetto ad un pianeta (orbitante all'interno della fascia azzurra, delimitata da perielio e afelio).
A, B: l'orbita dell'asteroide è esterna (o interna) rispetto a quella del pianeta.
C, D: l'orbita dell'asteroide rasenta esternamente (o internamente) quella del pianeta.
E: l'orbita dell'asteroide interseca quella del pianeta.
F: asteroide e pianeta sono co-orbitali.

- 5145 Pholus
- 7066 Nessus
- 10370 Hylonome
- (15788) 1993 SB
- (15820) 1994 TB
- (15875) 1996 TP66
- (19299) 1996 SZ4
- (20161) 1996 TR66
- 20461 Dioretsa
- (26308) 1998 SM165  (radente esternamente)
- 28978 Ixion  (radente esternamente)
- (29981) 1999 TD10
- (32929) 1995 QY9
- (33128) 1998 BU48
- (33340) 1998 VG44
- 38628 Huya
- 42355 Typhon
- (44594) 1999 OX3
- (47932) 2000 GN171
- 52975 Cyllarus
- (54520) 2000 PJ30
- 55576 Amycus
- (55638) 2002 VE95
- (60608) 2000 EE173
- (65407) 2002 RP120
- 65489 Ceto
- (73480) 2002 PN34
- (78799) 2002 XW93
- (84719) 2002 VR128
- (87269) 2000 OO67
- (87555) 2000 QB243
- (88269) 2001 KF77